# Txukotkaïta
La txukotkaïta és un mineral de la classe dels sulfurs. Rep el nom del districte autònom de Txukotka, a Rússia, on es troba la seva localitat tipus.

## Característiques
La txukotkaïta és una sulfosal de fórmula química AgPb₇Sb₅S15, sent una espècie aprovada per l'Associació Mineralògica Internacional. Cristal·litza en el sistema monoclínic. La seva duresa a l'escala de Mohs oscil·la entre 2 i 2,5.
L'exemplar que va servir per a determinar l'espècie, el que es coneix com a material tipus, es troba conservat a les col·leccions del Museu Mineralògic Fersmann, de l'Acadèmia de Ciències de Rússia, a Moscou (Rússia), amb el número de registre: 5467/1.

## Formació i jaciments
Va ser descoberta a Rússia, a la vall del riu Levyi Vulvyveem, dins la conca del riu Amguema, al districte de Iultinsky (Districte autònom de Txukotka), on es troba en forma de grans anèdrics de fins a 0,4 × 0,5 mm. Es tracta de l'únic indret de tot el planeta on ha estat descrita aquesta espècie mineral.